# 1-я запасная штурмовая авиационная бригада

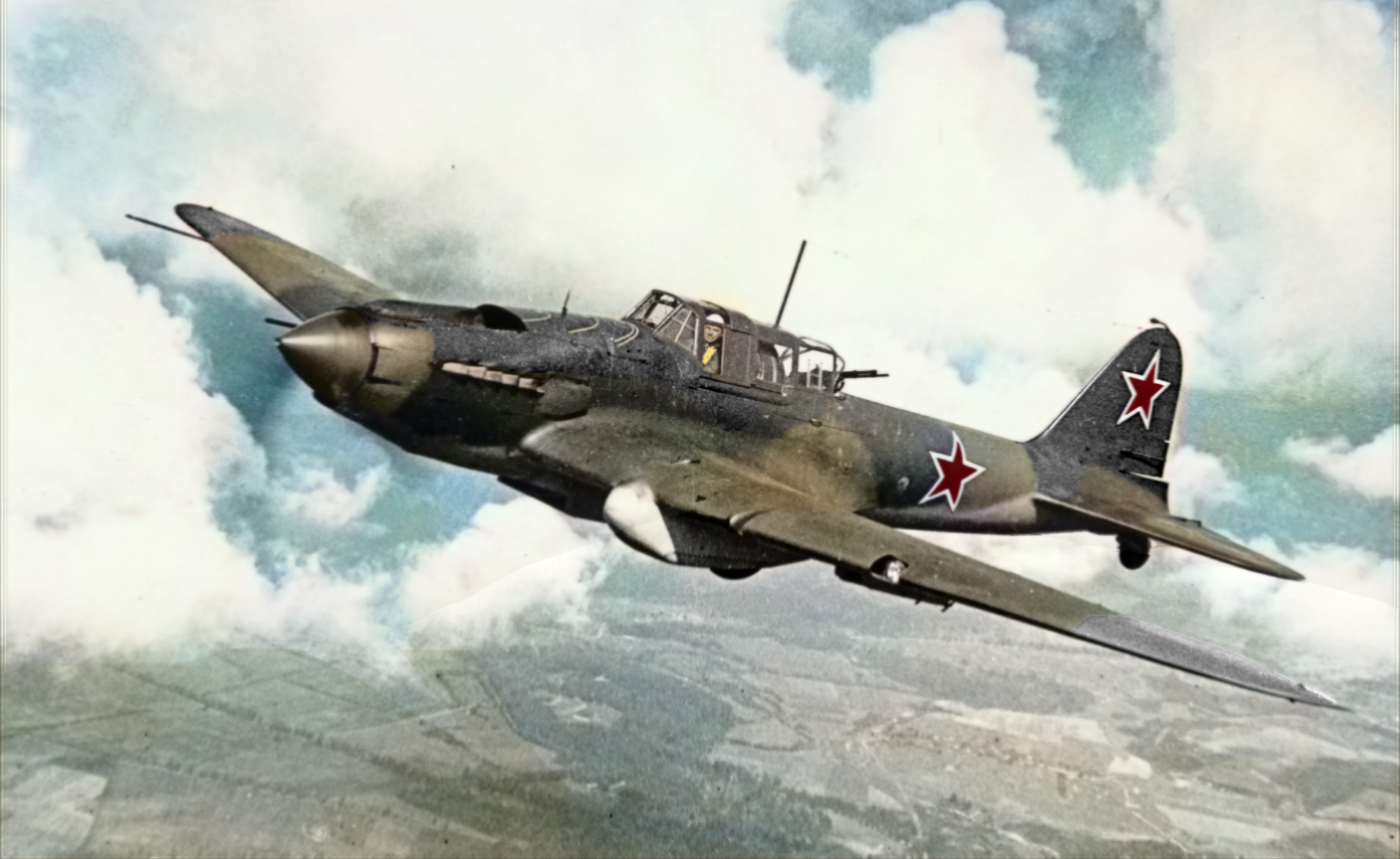
Бригада обучала маршевые полки и экипажи на самолёт Ил-2 с 1941 года.

1-я запасная штурмовая авиационная Краснознамённая бригада — учебно-боевая воинская часть Военно-воздушных сил (ВВС) Вооружённых Сил РККА, занимавшаяся обучением, переподготовкой и переучиванием лётного состава строевых частей ВВС РККА в период боевых действий во время Великой Отечественной войны, осуществлявшая подготовку штурмовых маршевых полков и отдельных экипажей на самолётах Ил-2.

## Наименования
- 1-я резервная авиационная бригада;
- 1-я запасная авиационная бригада;
- 1-я запасная штурмовая авиационная бригада;
- 1-я запасная штурмовая авиационная Краснознамённая бригада.

## История и боевой путь бригады
Сформирована в составе ВВС Орловского военного округа в Воронеже в 1939 году как 1-я резервная авиационная бригада. С началом Великой Отечественной войны бригада осуществляла подготовку лётчиков штурмовых полков и перебазировалась на аэродромы Куйбышевской области, штаб бригады располагался в Куйбышеве.
1-я запасная авиационная бригада занималась подготовкой лётчиков для штурмовых авиаполков составом четырёх авиационных полков на 13 аэродромах, формируя до двадцати авиаполков в месяц.
Лётная подготовка проводилась поточным методом, в ходе которого инструкторы и обучаемые осваивали новую технику почти одновременно. В среднем на одного лётчика в 1941 году приходилось по 6 часов 30 минут налёта. С июня 1942 года в бригаде внедрилась система теоретического обоснования и практической проверки наиболее рациональных способов действий штурмовиков при уничтожении вражеских целей на поле боя в тесном тактическом взаимодействии с сухопутными войсками. На полигонах инструкторы бригады и фронтовики применяли атаку целей с бреющего полёта (до 50 метров), широко применявшуюся в 1941 году, а также предлагаемый учебным отделом новый способ штурмовки — с высоты 800—1200 метров под углом пикирования 15-20 градусов.
На базе бригады были проведены две теоретические конференции по обобщению опыта действий штурмовой авиации на различных фронтах. В 1942 году в авиабригаде были созданы методические классы, тренажёры и стрелковые тиры. К инструкторской работе привлекались опытные лётчики из строевых частей, для командного и преподавательского состава была введена обязательная стажировка на фронтах. На одного лётчика давалось 24 часа 52 минуты тренировочного налёта.
Всего в годы войны было подготовлено и отправлено на фронт всеми запасными полками 356 штурмовых авиаполков, из этого числа 140 полков проходили переформирование в запасных полках один раз, 103 авиаполка — дважды, 61 — трижды, 31 — четыре раза и 21 — пять раз. Через запасные полки бригады за годы войны прошло почти 54 % всех самолётов Ил-2, выпущенных авиапромышленностью СССР.

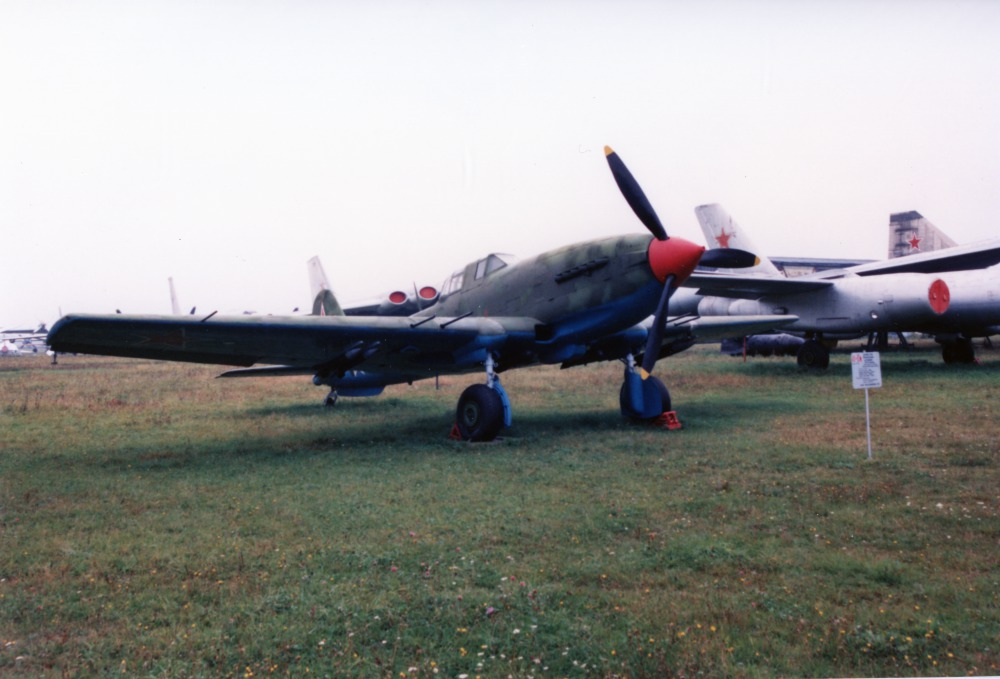
Обучение на Ил-10 в бригаде началось в 1944 году.

За образцовое выполнение заданий командования в деле подготовки, переучивания лётных кадров и маршевых авиационных полков для частей Действующей армии Указом Президиума Верховного Совета СССР от 7 августа 1943 года 1-я запасная авиационная бригада награждена орденом Красного Знамени.
1-я запасная штурмовая авиационная бригада 13 февраля 1946 года была расформирована в соответствии с Директивой Генерального штаба КА № орг/10/14161 от 04.12.1945 г.

## Командиры бригады
- полковник Папивин Николай Филиппович[4], 01.08.1940 — 05.1942
- полковник Рязанов Андрей Матвеевич[4], 05.1942 — 11.06.1942
- полковник, генерал-майор авиации Подольский Алексей Ильич[5], 11.06.1942 — 02.1946

## В составе соединений и объединений
| Период        | Округ                     | армия      | примечание    |
| ------------- | ------------------------- | ---------- | ------------- |
| 01.03.1941 г. | Орловский военный округ   | ВВС округа |               |
| 01.11.1941 г. | Приволжский военный округ | ВВС округа |               |
| 13.02.1946 г. | Московский военный округ  | ВВС округа | расформирован |

## Состав бригады
- 164-й резервный авиационный полк, 1940 — 09.1941
- 5-й запасной авиационный полк (Куйбышевский аэроузел (аэродром Муханово, Кинель-Черкасского района), 1941—1946
- 10-й запасной авиационный полк (Харьков, аэродром Даниловка до сентября 1941 года, затем Каменка Пензенской области), 1941—1944
- 12-й запасной авиационный полк (Чапаевск, Куйбышевская область), 1941—1946
- 43-й запасной авиационный полк (Бобровка Кинель-Черкасского района).

## Базирование
| Период            | Аэродром                                                                                            |
| ----------------- | --------------------------------------------------------------------------------------------------- |
| 03.1941 — 11.1941 | г. Воронеж                                                                                          |
| 11.1941 — 02.1946 | г. Куйбышев, аэродромы Кинель-Черкассы, Каменка-Белинская, Чапаевск, Кряж, Зубчаниновка, Смышляевка |

## Самолёты на вооружении
| Период      | Самолёты |
| ----------- | -------- |
| 1941 — 1945 | Ил-2     |
| 1944 — 1946 | Ил-10    |

## Подготовленные полки
| - 826-й ближнебомбардировочный авиационный полк |

| - 6-й гвардейский штурмовой авиационный полк - 7-й гвардейский штурмовой авиационный полк - 17-й гвардейский штурмовой авиационный полк - 33-й гвардейский штурмовой авиационный полк - 43-й гвардейский штурмовой авиационный полк - 70-й гвардейский штурмовой авиационный полк - 71-й гвардейский штурмовой авиационный полк - 130-й гвардейский штурмовой авиационный полк - 131-й гвардейский штурмовой авиационный полк - 132-й гвардейский штурмовой авиационный полк - 144-й гвардейский штурмовой авиационный полк - 165-й гвардейский штурмовой авиационный полк - 166-й гвардейский штурмовой авиационный полк - 167-й гвардейский штурмовой авиационный полк - 173-й гвардейский штурмовой авиационный полк - 174-й гвардейский штурмовой авиационный полк - 175-й гвардейский штурмовой авиационный полк |

| - 4-й штурмовой авиационный полк - 41-й штурмовой авиационный полк - 61-й штурмовой авиационный полк - 62-й штурмовой авиационный полк - 65-й штурмовой авиационный полк - 74-й штурмовой авиационный полк - 103-й штурмовой авиационный полк - 175-й штурмовой авиационный полк - 190-й штурмовой авиационный полк - 198-й штурмовой авиационный полк - 210-й штурмовой авиационный полк - 215-й штурмовой авиационный полк - 218-й штурмовой авиационный полк - 230-й штурмовой авиационный полк - 232-й штурмовой авиационный полк - 235-й штурмовой авиационный полк - 241-й штурмовой авиационный полк - 288-й штурмовой авиационный полк - 298-й штурмовой авиационный полк - 299-й штурмовой авиационный полк - 312-й штурмовой авиационный полк - 313-й штурмовой авиационный полк - 431-й штурмовой авиационный полк - 502-й штурмовой авиационный полк - 503-й штурмовой авиационный полк - 504-й штурмовой авиационный полк - 567-й штурмовой авиационный полк - 569-й штурмовой авиационный полк - 590-й штурмовой авиационный полк - 606-й штурмовой авиационный полк - 617-й штурмовой авиационный полк - 618-й штурмовой авиационный полк - 622-й штурмовой авиационный полк - 639-й штурмовой авиационный полк - 639-й штурмовой авиационный полк повторно - 657-й штурмовой авиационный полк - 658-й штурмовой авиационный полк - 667-й штурмовой авиационный полк - 668-й штурмовой авиационный полк - 673-й штурмовой авиационный полк - 686-й штурмовой авиационный полк - 694-й штурмовой авиационный полк - 704-й штурмовой авиационный полк - 724-й штурмовой авиационный полк - 765-й штурмовой авиационный полк - 766-й штурмовой авиационный полк - 784-й штурмовой авиационный полк - 805-й штурмовой авиационный полк - 806-й штурмовой авиационный полк - 807-й штурмовой авиационный полк - 808-й штурмовой авиационный полк - 826-й штурмовой авиационный полк - 828-й штурмовой авиационный полк - 874-й штурмовой авиационный полк - 944-й штурмовой авиационный полк - 945-й штурмовой авиационный полк - 947-й штурмовой авиационный полк - 948-й штурмовой авиационный полк - 958-й штурмовой авиационный полк |